# Pyréneste gros-bec
Pyrenestes sanguineus
Espèce
Statut de conservation UICN

 LC  : Préoccupation mineure
Le Pyréneste gros-bec (Pyrenestes sanguineus) est une espèce de passereaux appartenant à la famille des Estrildidae.

Description :
Petit oiseau de la taille d'un moineau, il est noir dessus, ventre noir, poitrine, croupion et tête rouge, les pattes sont jaunes et le bec est noir. Les yeux sont blanc et noir.

Alimentation
Etant un estrildidae il est PROBABLEMENT granivore à tendance insectivore